# Одина (Свердловская область)
Одина — деревня в Талицком городском округе Свердловской области России.

## Географическое положение
Деревня Одина находится в 9 километрах (по автодорогам — в 15 километрах) к северо-востоку от города Талицы, на левом берегу реки Пышмы, вблизи устья реки Суетки.
Севернее деревни проходит Транссибирская магистраль. К северо-западу от Одиной на магистрали находится остановочный пункт 2035 км Свердловской железной дороги, где останавливаются электропоезда, следующие на участке между Екатеринбургом и Тюменью.

## Население
| 2002 | 2010 | 2021 |
| ---- | ---- | ---- |
| 26   | ↘15  | ↗16  |